# Darius Morris
Pour les articles homonymes, voir Morris.
Darius Aaron Morris, né le 3 janvier 1991 à Los Angeles en Californie et retrouvé mort dans la même ville le 2 mai 2024, est un joueur américain de basket-ball évoluant au poste de meneur.

## Biographie
Darius Morris est drafté par les Lakers de Los Angeles le 23 juin 2011 en 41e position au second tour, il joue 19 matchs avec les Lakers pour une moyenne de 2,4 points en étant conservé dans l'effectif jusqu'à la fin de la saison 2011-2012.
En juillet 2012, il accepte la qualifing offer de 962 000 $ et reste une saison supplémentaire aux Lakers.
Le 28 juin 2013, le manager général des Lakers, Mitch Kupchak, annonce qu'il n'est pas conservé.
Le 12 septembre 2013, il signe un contrat d'un an non garanti aux 76ers de Philadelphie. Le 20 novembre 2013, il est coupé par Philadelphie.
Le 6 janvier 2014, il signe un contrat de 10 jours avec les Clippers de Los Angeles. Le 16 janvier 2014, il signe un second contrat de 10 jours avec les Clippers de Los Angeles mais il n'est pas conservé après ce contrat et est remercié le 26 janvier.
Le 2 février 2014, il signe un contrat de 10 jours avec les Grizzlies de Memphis.